# HMS E16
HMS E16 – brytyjski okręt podwodny typu E. Zbudowany w latach 1912–1914 w Vickers, Barrow-in-Furness, gdzie okręt został wodowany 23 września 1914 roku. Rozpoczął służbę w Royal Navy 26 lutego 1915 roku. Pierwszym dowódcą został Lt. Talbot.
Po rozpoczęciu służby w Royal Navy okręt został przydzielony do Ósmej Flotylli Okrętów Podwodnych (8th Submarine Flotilla), stacjonującej w Harwich. Od 1914 roku odbywał patrole w rejonie Morza Północnego.
26 lipca 1915 roku okręt E16 zatopił niemiecki kontrtorpedowiec V 188.
E16 był pierwszym z okrętów podwodnych klasy E, który zatopił niemiecki okręt podwodny SM U-6 w okolicach Karmøy u wybrzeży Norwegii. Wydarzenie miało miejsce 15 września 1915 roku.
22 sierpnia 1916 roku okręt wpadł na minę w okolicach Heligoland Bight. Zginęła cała załoga wraz z ówczesnym dowódcą Lt. Cdr. Kenneth James Duff-Dunbarem. W 2001 roku wrak E16 został odkryty na głębokości około 45 metrów